# Hornicko-geologická fakulta VŠB-TUO
Hornicko-geologická fakulta (HGF) je jedna ze sedmi fakult Vysoké školy báňské – Technické univerzity Ostrava (VŠB–TUO), která navazuje na dlouhou historii v této oblasti, nicméně v současné podobě vznikla fakulta v roce 1959, a to spojením Hornické fakulty a Geologické fakulty, které však mají tradici fakulty již od roku 1849. Fakulta poskytuje studijní programy v bakalářském, (navazujícím) magisterském i doktorském stupni studia. Studenti jsou vyučováni ve všech úrovních studia formou prezenčního i kombinovaného studia.

## Katedry a pracoviště
Součástí fakulty jsou tato pracoviště:
- Katedra geologického inženýrství
- Katedra hornického inženýrství a bezpečnosti
- Katedra geodézie a důlního měřictví
- Katedra ekonomiky a systémů řízení
- Katedra environmentálního inženýrství
- Katedra geoinformatiky
- Institut čistých technologií těžby a užití energetických surovin
- Institut kombinovaného studia Most
- Geologický pavilon prof. Pošepného
- Planetárium Ostrava
- Děkanát

## Studijní programy

### Bakalářské studium - doba studia 3 roky - titul Bc.
- Aplikovaná geologie
- Důlní měřictví
- Ekonomika surovin
- Geoinformatika
- Geovědní a montánní turismus
- Odpadové hospodářství a úprava surovin
- Ochrana životního prostředí v průmyslu
- Petroleum engineering
- Procesní inženýrství v oblasti surovin
- Voda - strategická surovina
- Těžba nerostných surovin

### Navazující magisterské studium - doba studia 2 roky - titul Ing.
- Aplikovaná geologie
- Důlní měřictví
- Ekonomika surovin
- Geoinformatika
- Geovědní a montánní turismus
- Odpadové hospodářství a úprava surovin
- Ochrana životního prostředí v průmyslu
- Petroleum engineering
- Preventivní přístupy v ochraně životního prostředí
- Procesní inženýrství v oblasti surovin
- Voda - strategická surovina
- Technické znovuvyužití brownfields
- Technologie a hospodaření s vodou
- Těžba nerostných surovin

### Doktorské studium
- Aplikovaná geologie

- Důlní měřictví a geodézie
- Geoinformatika
- Hornictví a hornická geomechanika
- Ochrana životního prostředí v průmyslu
- Úpravnictví

## Vedení fakulty
- prof. Ing. Hana Staňková, Ph.D. – děkanka
- prof. Ing. Jan Nečas, Ph.D. – proděkan pro rozvoj a spolupráci s průmyslem
- doc. Ing. Václav Zubíček, Ph.D. – proděkan pro vědu, výzkum a zahraniční styky
- prof. Ing. Vladimír Čablík, Ph.D. – proděkan pro studium
- Ing. Jana Magnusková, Ph.D. – tajemnice
- prof. Ing. Vojtěch Václavík, Ph.D. – předseda akademického senátu